# 매사추세츠 자유법령

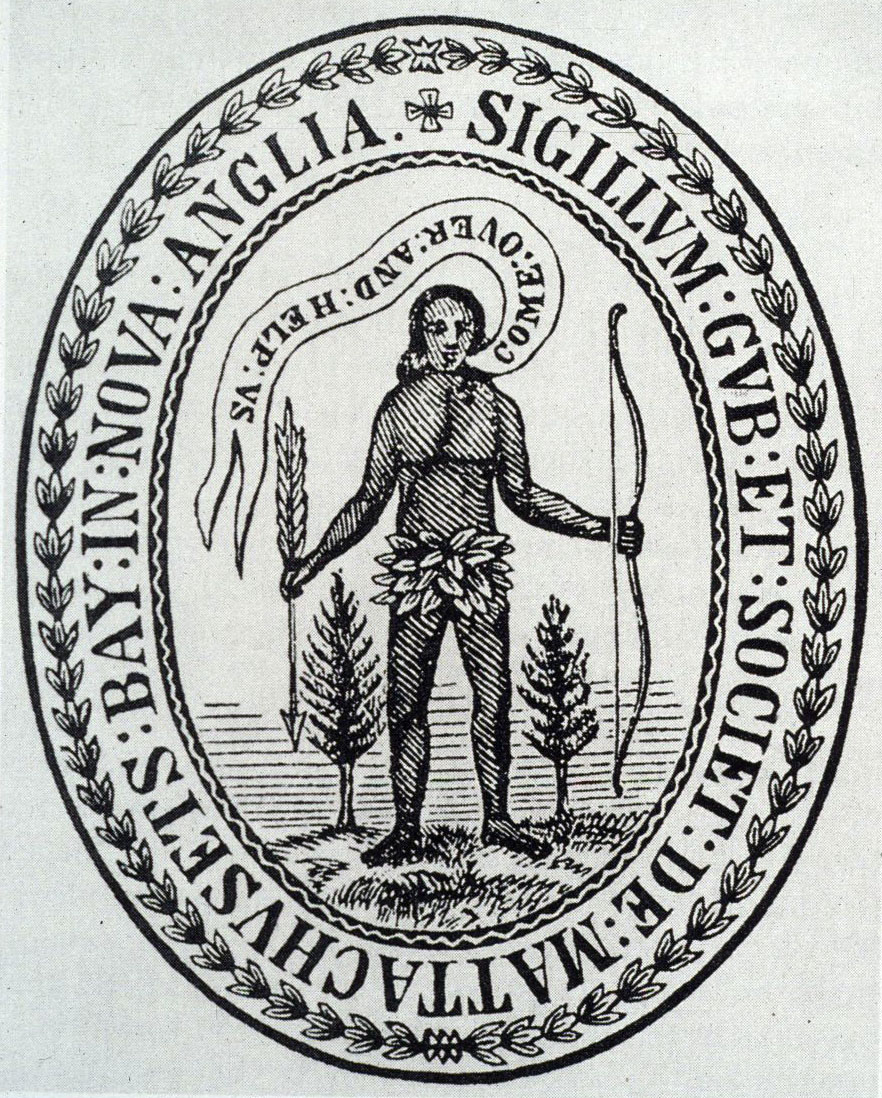
매사추세츠만 식민지의 실(1629년)

매사추세츠 자유법령(영어: Massachusetts Body of Liberties)은 청교도 목사인 너새니얼 워드에 의해 작성된 뉴잉글랜드 최초의 법적인 문서이다.  이 법은 1641년에 매사추세츠 일반법원에서 제정되었다. 
1684년에 찰스 2세는 이 법령을 폐지하고 영국의 법을 다시 재정하여 대체하였다.  제임스 2세 (잉글랜드)는 매사추세츠만 식민지를 세웠고, 다시 이 법령을 유효하게 하였으며 1691년 매사추세츠 차터에 의해 대체되었다. 
미국에서 최초의 개인권을 명문화한 문서이다. 후에 권리장전에 내용이 차용되었다. 